# Przewyższenie (cecha wykresu)
Przewyższenie - na wykresie stosunek skali pionowej (skali osi y) do skali poziomej (skali osi x). Przewyższenie często stosowane jest w geografii przy konstrukcji różnych profili (np. profil terenu, profil podłużny rzeki). Skalę pionową zwiększa się względem skali poziomej, ponieważ wysokości form terenu są zazwyczaj dużo mniejsze niż odległości w terenie.